# Accordo di Kumanovo
L'accordo tecnico militare tra la Kosovo Force ("KFOR") e i governi della Repubblica Federale di Jugoslavia, comunemente noto come accordo di Kumanovo, è un accordo firmato il 9 giugno 1999 a Kumanovo, Macedonia del Nord. Esso concluse la guerra del Kosovo. Il testo completo è disponibile sul sito web dell'Organizzazione del Trattato dell'Atlantico del Nord.

## Panoramica
Il periodo precedente all'accordo di Kumanovo comportò una raffica di negoziati non solo con Jugoslavia e Serbia, ma anche tra NATO e Russia. Nonostante l'accordo iniziale, ad esempio, su un calendario di ritiro per le forze serbe in Kosovo, l'operazione Allied Force della NATO era ancora in corso, in attesa del completamento del completo ritiro delle truppe jugoslave serbe.
Vi sono fonti che citano il ruolo svolto dalla Russia nella risoluzione immediata dell'accordo. Ci fu un reclamo in merito a un incontro tra il ministro degli esteri russo Igor' Ivanov e il segretario di Stato americano Madeleine Albright. Venne raggiunto un accordo iniziale tra le due parti, che ha comportato un impegno da parte della NATO a cessare i suoi attacchi aerei e la volontà di rimuovere un passaggio che voleva includere nell'accordo di Kumanovo in cambio del sostegno russo a una prossima risoluzione delle Nazioni Unite concordata dal G8. Senza la partecipazione russa, la risoluzione del Consiglio di sicurezza delle Nazioni Unite sul Kosovo non sarebbe stata approvata e gli attacchi aerei della NATO sarebbero continuati.

## Disposizioni dell'accordo
Le disposizioni chiave dell'accordo vennero progettate per consentire quanto segue:
- Una cessazione delle ostilità tra la NATO (Kosovo Force) e la Repubblica Federale di Jugoslavia (RFJ), seguita da una fine della campagna di bombardamenti.
- Definizione di una zona di sicurezza aerea di 25 km e di una zona di sicurezza a terra di 5 km attorno ai confini del Kosovo, anche nel territorio Jugoslavo se necessario e in cui le forze armate jugoslave non potessero entrare senza il permesso della NATO.
- A oltre 11 giorni dalla firma, il ritiro graduale dal Kosovo da parte delle forze della RFJ, inclusa la bonifica di risorse militari (mine, trappole esplosive) dalle linee di comunicazione e la fornitura di informazioni alla NATO sui rischi rimanenti.
- Lo spiegamento di forze civili e di sicurezza all'interno del Kosovo, in base a un punto non approvato, ma redatto una risoluzione del Consiglio di sicurezza delle Nazioni Unite.

La presenza della NATO venne sanzionata dal Consiglio di sicurezza delle Nazioni Unite sulla base della risoluzione 1244 (1999), che autorizzava gli Stati membri delle Nazioni Unite e le organizzazioni internazionali a mantenere una presenza di sicurezza internazionale attraverso la KFOR in Kosovo fino a quando un accordo venne concluso e le sue condizioni sono state applicate. La KFOR è stata autorizzata a intraprendere tutte le azioni necessarie per garantire la conformità.

## Stato dell'accordo
Il consulente legale Enrico Milano sostenne che l'accordo di Kumanovo "è discutibile ai sensi della Convenzione di Vienna sul diritto dei trattati (CVDT) e, di conseguenza, anche parti della risoluzione 1244 si riferiscono, implicitamente o esplicitamente, al paragrafo 10 dell'allegato 2 della stessa risoluzione". Un argomento particolare è che "è dubbio che l'accordo di Kumanovo possa essere considerato valido ai sensi dell'articolo 52 della CVDT, che afferma che "un trattato è nullo se la sua conclusione è stata procurata dalla minaccia o dall'uso della forza in violazione dei principi del diritto internazionale incorporati nella Carta delle Nazioni Unite. Gli argomenti giuridici continuano che, di fatto, per porre rimedio alle questioni giuridiche che sorgono è necessario che l'accordo sullo status delle forze venga concluso con Belgrado.